# Idoménée
Idoménée (en español, Idomeneo) es una ópera del compositor francés André Campra. Tiene la forma de una tragédie en musique en un prólogo y cinco actos. Idoménée fue representado por vez primera en la Académie royale de musique el 12 de enero de 1712. El libreto, de Antoine Danchet, está basado en una obra teatral de Crébillon el padre. Más tarde formó la base del libreto de Giambattista Varesco para el Idomeneo de Mozart. 
La ópera Idoménée de André Campra rara vez se representa en la actualidad; en las estadísticas de Operabase no figura entre las óperas representadas desde el 2005 hasta el 2010.

## Personajes
| Personaje           | Tesitura     | Elenco del estreno, 12 de enero de 1712 (Director: - ) |
| ------------------- | ------------ | ------------------------------------------------------ |
| Idoménée (Idomeneo) | barítono     | Gabriel-Vincent Thévenard                              |
| Eole/Arbas (Eolo)   | bajo         | Charles Hardouin                                       |
| Idamante            | haute-contre | Jacques Cochereau                                      |
| Ilione (Ilión)      | soprano      | Françoise Journet                                      |
| Arcas               | haute-contre | Buseau                                                 |
| Dircé               | soprano      | Marie Antier                                           |
| Neptune (Neptuno)   | bajo         | Dun                                                    |
| Electre (Electra)   | soprano      | Mlle. Pestel                                           |
| Vénus (Venus)       | soprano      | Mlle. Poussin                                          |
| La Jalousie/Némésis | tenor        | Mantienne                                              |

## Argumento
- Prólogo Venus visita a Eolo en su caverna para pedirle que libere los vientos de manera que ella pueda castigar al griego Idomeneo en su camino de vuelta desde el asedio de Troya hasta su hogar en Creta.
- Acto I: En Creta, Ilión, hija del rey Príamo de Troya revela que ha rechazado las insinuaciones de Idomeneo, pero está secretamente enamorada de su hijo Idamante. Él le corresponde en su amor, despreciando a Electra, que, celosa, planea la venganza. Le llegan noticias de que Idomeneo se ha perdido en una tormenta en el mar.
- Acto II: Idomeneo ha naufragado, pero, gracias al dios Neptuno, ha sobrevivido. Revela que debe su vida a la promesa que hizo a Neptuno de sacrificar a la primera persona que encontrase en la orilla cretense. Para su horror, aquella persona es su propio hijo Idamante.
- Acto III: Idomeneo ha sabido del amor entre Ilión e Idamante, y está dividido entre un deseo de salvar a su hijo y los celos. Manda a Idamante devolver a Electra a su ciudad natal, pero cuando está a punto de partir el barco, se interpone un enorme monstruo marino. Neptuno está decidido a que Idomeneo mantenga su juramento.
- Acto IV: Ilión le habla a Idamante del amor de Idomeneo por ella. En el templo de Neptuno, Idomeneo ruega al dios que lo libere de su promesa. Idamante lucha y mata al monstruo marino.
- Acto V: Idomeneo anuncia que abandonará el trono, e Ilión a Idamante. Pero la cólera de los dioses aún no se ha satisfecho. Idomeneo enloquece y en su furia, por error, acaba matando a su propio hijo.

## Grabación
- Idoménée (versión de 1731): Bernard Deletré,[4] Sandrine Piau, Jean-Paul Fouchécourt[5] y el conjunto Les Arts Florissants dirigido por William Christie (Harmonia Mundi, 1991).